# Ángel Peinado Peinado
Ángel Peinado Peinado (Bérchules, 26 de marzo de 1935 - ¿Granada?, 2009) fue un compositor y maestro de capilla español.

## Vida
Ángel Peinado Peinado nació en Bérchules, provincia de Granada, el 26 de marzo de 1935. Se formó musicalmente en Seminario Metropolitano de Granada, donde estudió Humanidades Clásicas y Filosofía. Posteriormente estudió Teología en la Facultad de Teología de la Universidad de Granada. Entretanto se formaba musicalmente con el maestro de capilla Valentín Ruiz Aznar de la Catedral de Granada, que ejercería una gran influencia en el estilo musical de Peinado.
En 1954 fundó la escolanía de Niños Cantores de la parroquia de El Salvador en el barrio del Albaicín de Granada. Tres años más tarde, entre 1957 y 58, estudió con Tomás de Manzárraga y Samuel Rubio en la Escuela Superior de Música Sagrada de Salamanca. En 1960 fue nombrado párroco de Gójar, en la provincia de Granada. Continuó sus estudios a mitad de la década de 1970 en el Real Conservatorio Superior de Música de Granada, con Julio Maraboto (composición) y Pepita Bustamante (pianista).
El 5 de diciembre de 1989 fue nombrado maestro de capilla de la Catedral de Granada. Una de sus primeras actividades fue la creación del coro Schola Cantorum, que intervenía en las misas de domingo y los días de fiesta, a menudo acompañados por el organista titular Juan Alfonso García. Durante su magisterio el musicólogo José López Calo catalogó los fondos musicales de la metropolitana. Se jubiló en el año 2000.
Ángel Peinado Peinado falleció en 2009.

## Obra
En general sus composiciones son religiosas, aunque también ha realizado composiciones profanas, de tipo coral, acompañada de órgano o piano, aunque también publicó lieder, motetes e himnos para canto y órgano.
Estrenó su primera composición, Camino, en 1976 en el Banco de Granada en un homenaje a Manuel de Falla, una obra cantada por el coro de Nuestro Salvador de Granada y bajo la dirección de su hermano Estanislao. A partir de 1980 estrenaría de forma habitual, así El Cristo de Velázquez con texto de Unamuno en 1980, el El Mar en 1981, Nada te turbe y Vivo sin vivir en mi en 1982, etc. En 1985 musicó los poemas de Rosalía de Castro Qué prácidamente brilan y Adiós ríos. En 1985 editó Dos composiciones polifónicas con texto de Lope de Vega. Poco antes de su jubilación, en 1999, compuso Adagio para un Salmo (21) para coro de cuatro y ocho voces en homenaje a las víctimas y refugiados de la guerra de Kosovo.
También compuso el himno de las Escuelas del Ave María de Granada.